# Christoph Baerwind
Christoph Baerwind (* 21. September 1966 in Lübeck) ist ein deutscher Trompeter und Mitglied des Philharmonischen Staatsorchesters Hamburg.

## Biographie
Christoph Baerwind nahm vor dem Abitur das Vorstudium im Fach Trompete an der Musikhochschule Lübeck auf, wo ihn von 1978 bis 1985 Peter Kallensee unterrichtete.
1986–1988 studierte er an der Hochschule für Musik und Theater Hamburg. 1988–1989 hatte eine Stelle als Trompeter am Niedersächsischen Staatstheater Hannover, seit 1989 ist er zweiter Trompeter beim Philharmonischen Staatsorchester Hamburg.
Seit 1992 ist er Mitglied bei German Brass.
2016 erhielt er zusammen mit dem Blechbläserensemble German Brass den Echo Klassik in der Kategorie Ensemble/Orchester.
2018 erfand Baerwind einen Übungsdämpfer für Trompete aus glasfaserverstärktem Kunststoff mit Doppelfunktion.